# Laure de la Trinité-Saint-Serge à Serguiev Possad
La laure de la Trinité-Saint-Serge (en russe : Троице-Сергиева лавра) est un important monastère orthodoxe russe situé dans la ville de Serguiev Possad (anciennement Zagorsk de 1930 à 1991), à environ 75 km au nord-est de Moscou.

## Histoire
Le monastère est fondé par Serge de Radonège, saint patron de la Russie, au milieu du XIVe siècle. C'est là qu'il bénit, en 1380, le prince Dmitri Donskoï à la veille de la bataille de Koulikovo, qui fut la première victoire majeure sur les Tatars après 150 ans de domination. Les plus grands peintres iconographes de la Russie médiévale, Andreï Roublev et Daniil Tcherny, sont invités à décorer la cathédrale. Le monastère devient une redoutable forteresse qui résista seize mois aux armées polonaises et lituaniennes au début du XVIe siècle. Il joue aussi un grand rôle culturel, notamment en raison de l'école de copie et de miniatures fondée au XVe siècle. Mais en 1930, le monastère perd deux de ses plus grands trésors : l'icône de la Trinité d'Andreï Roublev, transférée à la galerie Tretiakov à Moscou ainsi que les cloches du beffroi de la Trinité qui sont détruites.
Le monastère est aujourd'hui devenu un musée d'art, d'histoire et d'architecture qui conserve une vaste collection de peintures et d'objets liturgiques d'or et d'argent.

### Importance dans la vie spirituelle de la Russie

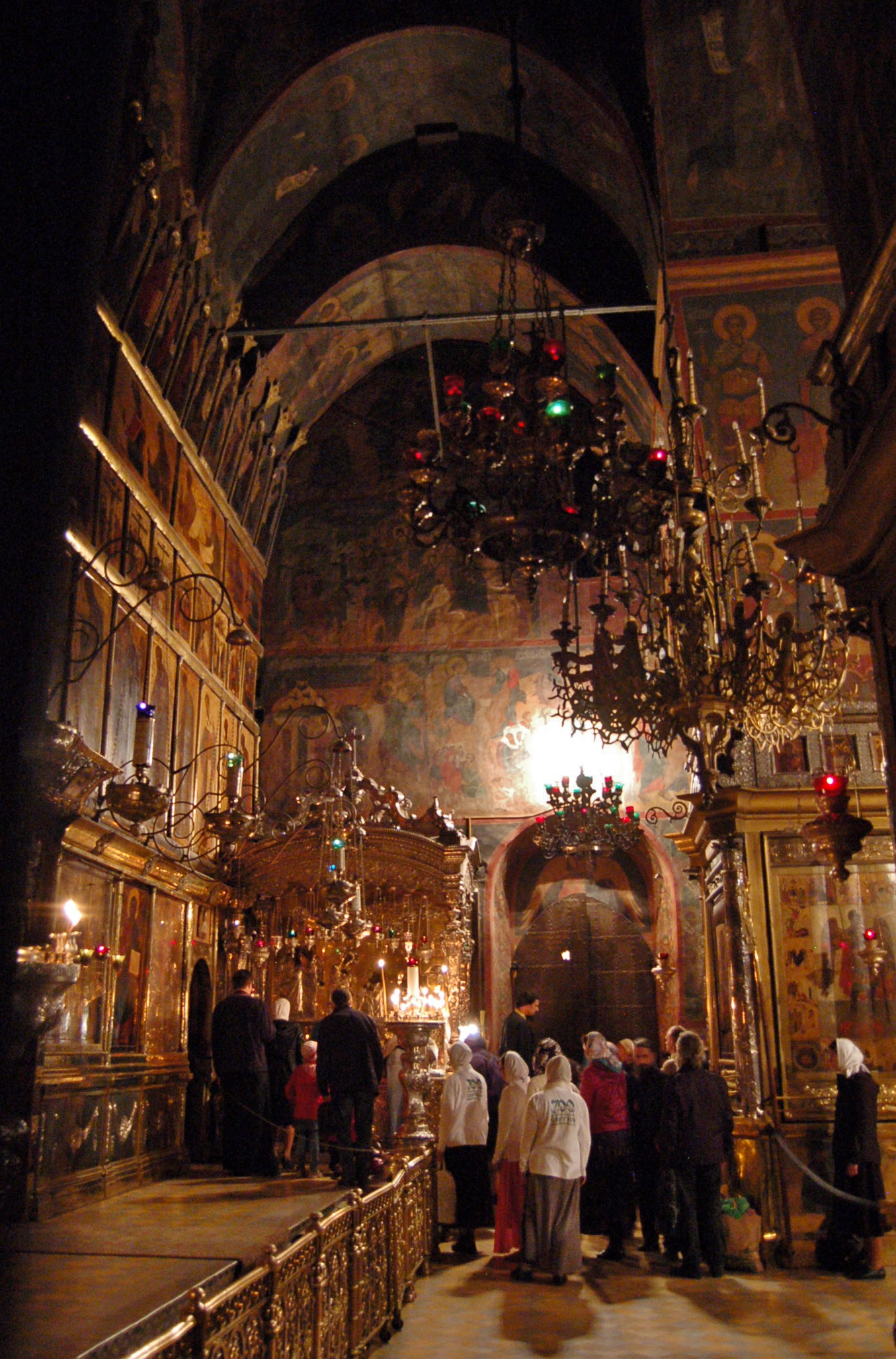
Cathédrale de la Trinité (Serguiev Possad)

Dès la seconde moitié du XIVe siècle, la laure occupe une place à part dans la vie spirituelle du pays. Serge de Radonège, son fondateur, mène par son action et  par son ascèse d'incessants efforts pour construire le monastère, mais aussi pour élever spirituellement la société russe tout entière. Un vaste cercle de personnes de toutes les classes sociales est attiré par ses idées. Ce sont aussi bien des humbles que des boyards et des princes. Ces derniers lui apportent des dons notables qui permettent d'étendre le monastère.
Au cours des siècles suivants, la suprématie du monastère se renforça. C'est sans doute l'importance spirituelle et culturelle de ce lieu saint, enracinée dans la conscience populaire, qui empêche le pouvoir soviétique de le détruire au cours du XXe siècle. Bien que des centaines d'autres monastères soient détruits ou laissés à l'abandon dans le pays, les autorités n'osent pas lever la main sur celui-ci. Il est toutefois fermé à partir de 1919, mais dès 1946, il revient à la vie. Le pouvoir soviétique est obligé de reconnaître l'importance nationale de ce monastère, et en 1920, un musée est ouvert, qui contribue grandement à la préservation de ce  patrimoine.
Dans le monachisme russe, il joue un rôle proche de celui de la laure des Grottes de Kiev. Les deux  monastères sont nés de l'expérience ascétique des saints fondateurs Antoniy Petchersky et Serge de Radonège.

### Les bâtiments du monastère

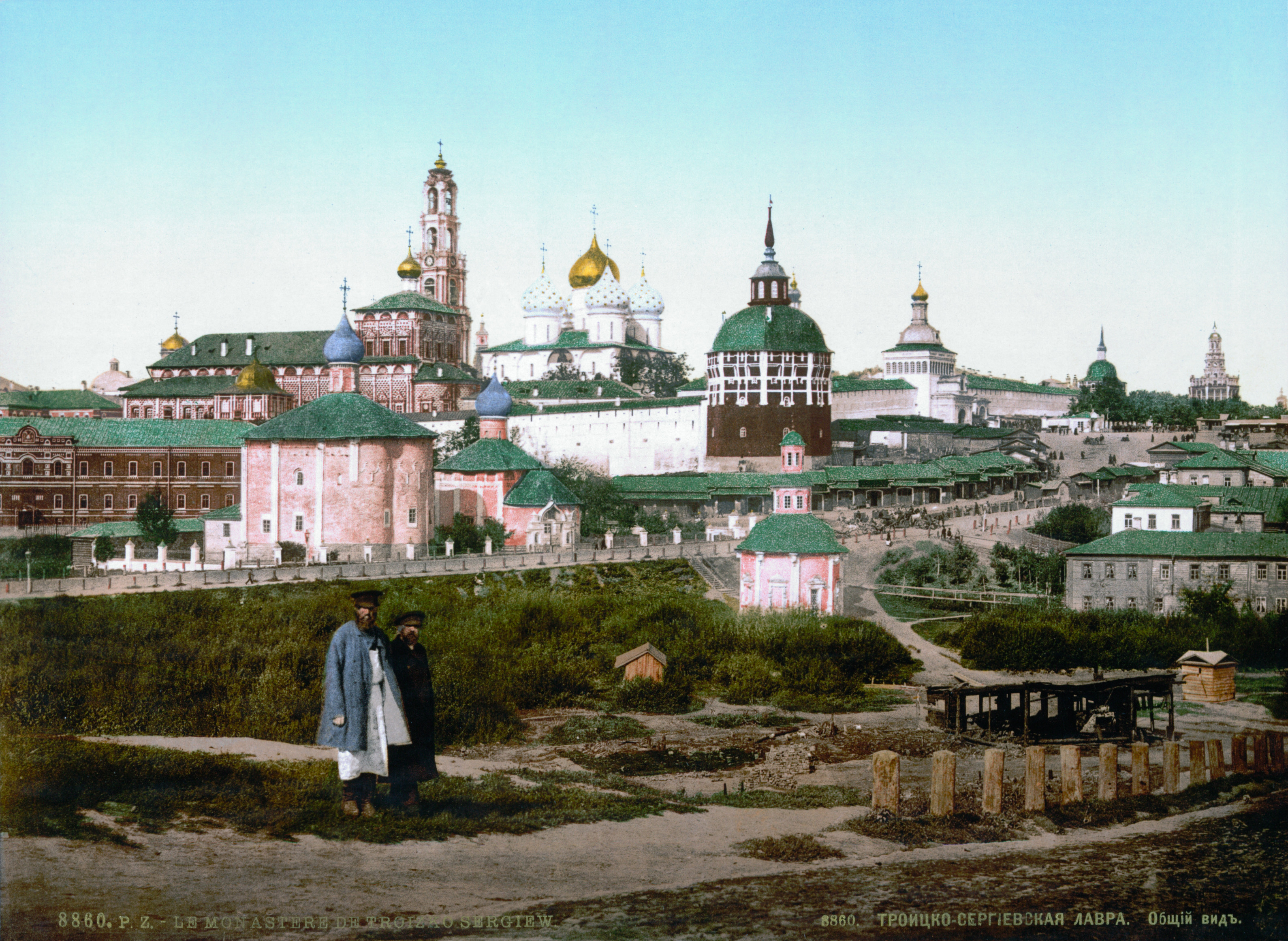
Vue de la laure dans les années 1890

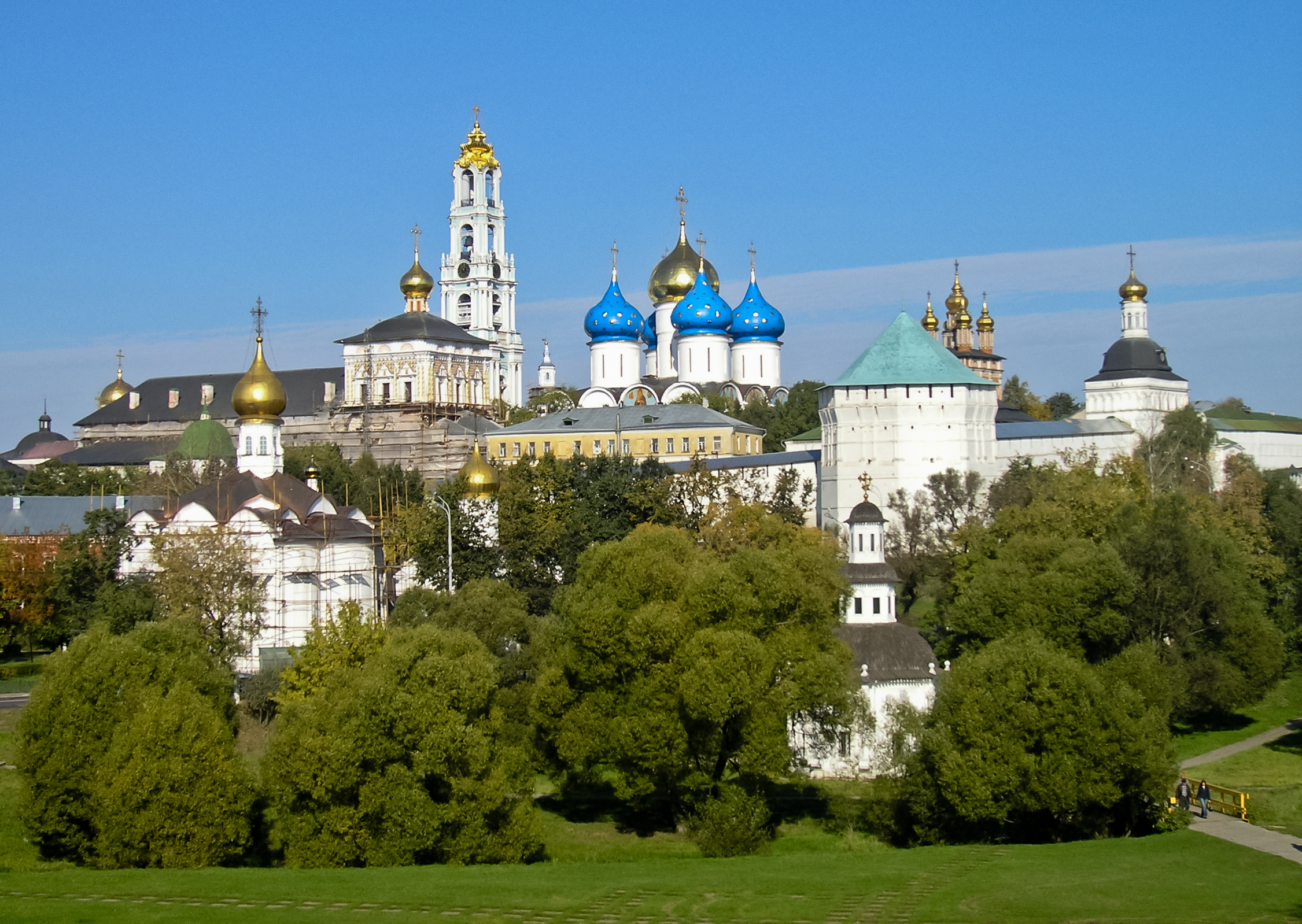
Vue actuelle de la laure

Le monastère, un des plus anciens de la foi orthodoxe en Russie, est un haut lieu de pèlerinage orthodoxe, et en particulier la Sainte-Trinité (Troïtski Sobor) qui abrite la tombe de Serge de Radonège. Parmi les autres bâtiments du complexe se dresse la cathédrale de l'Assomption (Ouspenski Sobor), principale église du monastère, avec ses cinq dômes, un doré et les quatre autres d'un bleu intense parsemé d'étoiles dorées. C'est Ivan le Terrible qui en ordonna la construction en 1559. Au fond, du côté nord-ouest, se situe la tombe du tsar Boris Godounov. Enfin, le long du mur sud de la forteresse, se trouve l'église-réfectoire de Saint-Serge (Trapeznaïa Tserkov Sankt-Sergueï) qui fut bâtie au XVIIe siècle et à côté de laquelle résidait le patriarche de l'église orthodoxe dans les quartiers du métropolite qui la jouxtent. Dominant l'ensemble du complexe, le clocher à cinq étages édifié par Dmitri Oukhtomski et Ivan Mitchourine au milieu du XVIIIe siècle contient encore 25 cloches sur les 42 qu'il abritait à l'origine.

## Patrimoine artistique et culturel
L'ensemble architectural de la laure de la Sainte Trinité-Saint-Serge est inscrit sur la liste du patrimoine mondial de l'Unesco depuis 1993.
La laure est aussi un centre de diffusion de la culture. Le premier institut universitaire de Russie fondé en 1687 est l'académie slavo-gréco-latine. À la fin du XVIIIe siècle elle est transférée dans les appartements du tsar et de la tsarine dans la laure  et devient l'académie théologique de Moscou.

## Succursale
Depuis le milieu du XIXe siècle la Laure dispose d'une succursale située hors de son enceinte à trois kilomètres à l'Est : le monastère Tchernigovski dont la construction a débuté en 1843.  